# 河路由佳
河路 由佳（かわじ ゆか、1959年8月 - ）は、日本の日本語教育学者、歌人。専門は日本語教育学、日本語教育史。杏林大学外国語学部特任教授、武蔵野大学文学部日本文学科客員研究員、博士（学術）（一橋大学）。現代歌人協会、日本文藝家協会会員。

## 経歴
慶應義塾女子高等学校、慶應義塾大学経済学部卒業。慶應義塾大学大学院文学研究科国文学専攻修士課程修了。一橋大学大学院言語社会研究科博士後期課程単位取得退学。2004年、一橋大学より博士（学術）の学位を取得。学位論文は「戦時体制下における「国際文化事業」としての日本語教育の展開 : 1934-1945年の国際文化振興会と国際学友会」。  
高校在学中より木下順二と山本安英に朗読と演劇を学んだ。短歌結社「新暦」に所属し、歌人としても活動。1997年、第15回現代短歌評論賞優秀作受賞。
1988年（財）国際学友会日本語学校専任教員。1991年西安交通大学（中国）外語系日本語科講師。1994年東京農工大学留学生センター講師。2001年助教授。2004年東京外国語大学外国語学部助教授。2008年教授。2009年同大学総合国際学研究院教授（言語文化部門・言語研究系、大学院重点化に伴う配置換え）。2015年に改組に伴い同大学国際日本学研究院教授。2016年に退職し、一橋大学大学院言語社会研究科特別研究員。2017年新宿日本語学校特任副校長、2019年東洋大学国際教育センター講師、2020年より現職。
東京外国語大学では2004年度入学生から始まった学部・大学院５年一貫制の日本語教育学特化コースの代表を務めた（第8期、2011年度入学生を最後に、学部改組に伴ってコースは終了した）。2004年秋より（財）言語文化研究所の所外研究員を務め、2009年度に同研究所が学校法人長沼スクールに移行するのに伴い、旧日本語教育振興会から引き継がれた資料を中心に、蔵書の一部が東京外国語大学図書館に寄贈され、2012年度に同図書館の、戦前・戦中・占領期日本語教育資料（通称：長沼直兄文庫）として、電子公開されるに際して、送り出しと受け入れの両側から尽力した。

## 編著書
- 第一歌集『日本語農場』 ながらみ書房, 1995
- 『一人っ子帝国の朝焼け: 間近にみた中国 (JETRO BOOKS 34) 』JETRO，1995
- 共著『進学する人のための日本語初級　教師用指導書』国際学友会日本語学校, 1997
- 第二歌集『百年未来』 角川書店,2000
- 河路由佳・岩崎良子『三十一文字の日本語――現代短歌から古代歌謡へ』おうふう，2000
- 河路由佳・淵野雄二郎・野本京子『戦時体制下の農業教育と中国人留学生』農林統計協会, 2003
- 『非漢字圏留学生のための日本語学校の誕生』港の人, 2006
- 『国際学友会「日本語教科書」1940－1943』全7冊合本、港の人, 2006
- 第三歌集『魔法学校』 角川書店, 2008
- 『日本語教育と戦争――〈国際文化事業〉の理想と変容』新曜社, 2011
- ドナルド・キーン共著『ドナルド・キーン　わたしの日本語修行』白水社, 2014、新版2020
- 『中島敦「マリヤン」とモデルのマリア・ギボン』港の人, 2014
- 第四歌集『夜桜気質』 短歌研究社, 2015
- 『日本語学習・教育の歴史ー越境することばと人びと』東京大学出版会, 2016
- モハメド・オマル・アブディン共著『日本語とにらめっこ　見えないぼくの学習奮闘記』白水社, 2021
- 『河路由佳歌集（現代短歌文庫161)』砂子屋書房，2021
- 『日本語はしたたかで奥が深いーくせ者の言語に出会った〈外国人〉の系譜』研究社,2023
- 第五歌集『オレンジ月夜』港の人,2024
- 『土岐善麿の百首（歌人入門10）』ふらんす堂,2024